# Антонов Олександр Іванович
Олександр Іванович Антонов (1910, сел. Бондюзький Вятської губернії, нині м. Менделеєвськ Республіка Татарстан — 1942, Лебединський район, Сумська область) — радянський політичний діяч, перший секретар Сумського підпільного обласного комітету КП(б) України.

## Життєпис
Народився в родині робітника.
З грудня 1929 року працював робітником заводу міста Шостки на Сумщині.
Член ВКП(б) з 1930 року.
На початку 1930-х років брав активну участь у проведенні колективізації в Шосткинському районі.
У 1937—1938 роках працював редактором газети «Зоря» (Шосткинського району Чернігівської області).
У 1938—1939 роках — культпропагандист Шосткинського районного комітету КП(б) України (Чернігівська область)
У 1939 — вересні 1941 — заступник завідувача відділу пропаганди та агітації Сумського обласного комітету КП (б) України.
Під час німецької окупації території Сумської області — на підпільній роботі. У серпні 1941 р. А. Антонов координував дії підпільних і партизанських організацій і загонів. Очолив партійну організацію партизанського загону Карпова, який діяв на Лебединщине.
1-й секретар Сумського підпільного обласного комітету КП(б) України з вересня 1941 по травень 1942 р.
Після того, як німці посилили боротьбу з партизанами і в бою загинув командир загону В. Карпов, лебединські партизани стали пробиватися на північ області, в Брянські ліси. Однак місце знаходження загону було видано німцям зрадником, а Олександр Антонов захоплений у полон.
Страчений у в'язниці 7 травня 1942 р.
Похований у м. Лебедин Сумської області. У сквері в Лебедині був встановлений бюст в пам'ять про героя і названа одна з міських вулиць.